# Avennes
Pour les articles ayant des titres homophones, voir Aven (homonymie) et Avène.
Avennes (en wallon Avène) est une section de la commune belge de Braives située en Région wallonne dans la province de Liège. C'était une commune à part entière avant la fusion des communes de 1977.
Avennes s'étire sur le flanc nord de la Mehaigne.
L'église Saint-Martin d'Avennes se situe au centre d'Avennes.

## Démographie
- Sources:INS, Rem:1831 jusqu'en 1970=recensements, 1976= nombre d'habitants au 31 décembre

## Patrimoine et culture

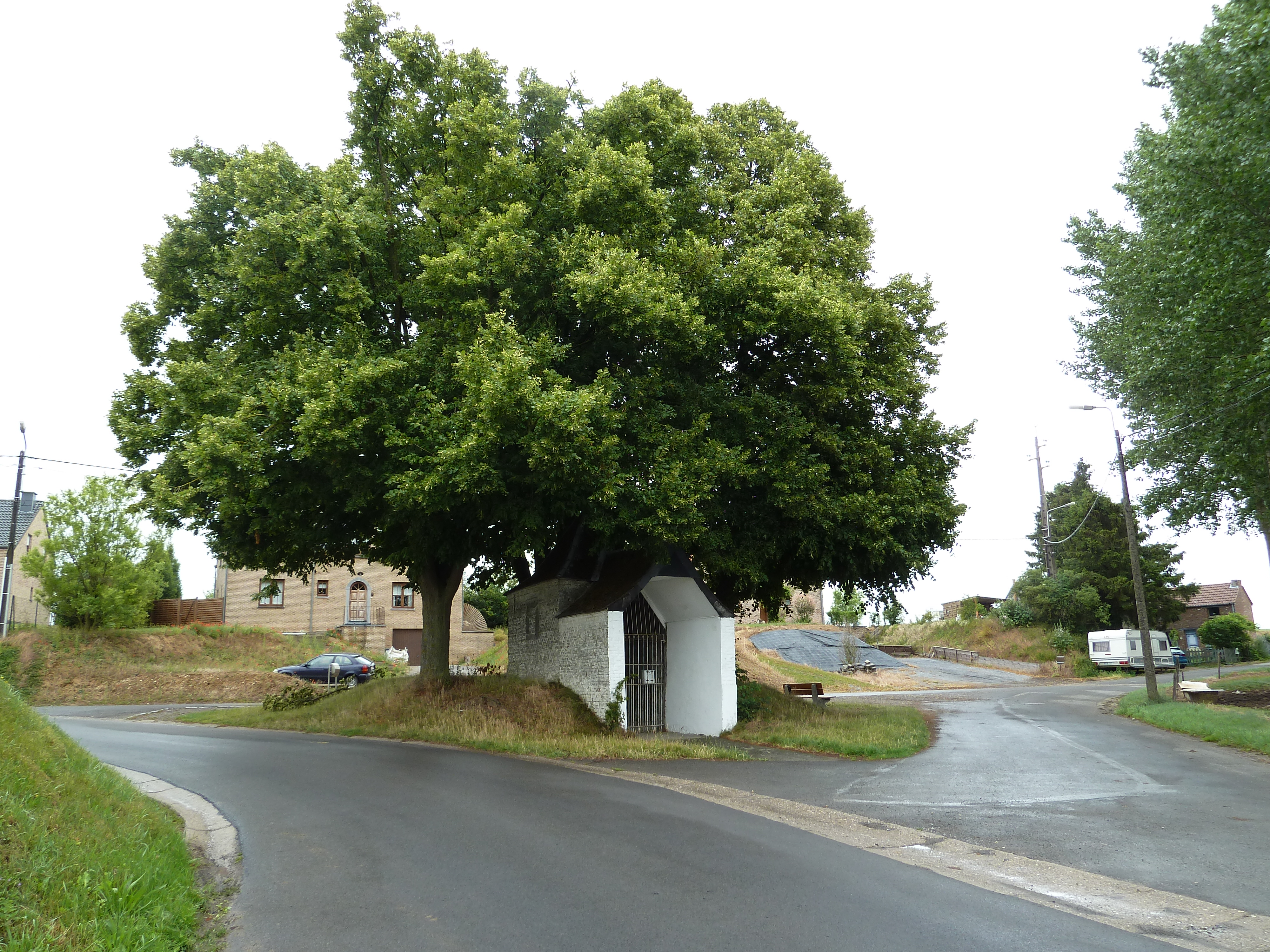
Chapelle en Avennes.
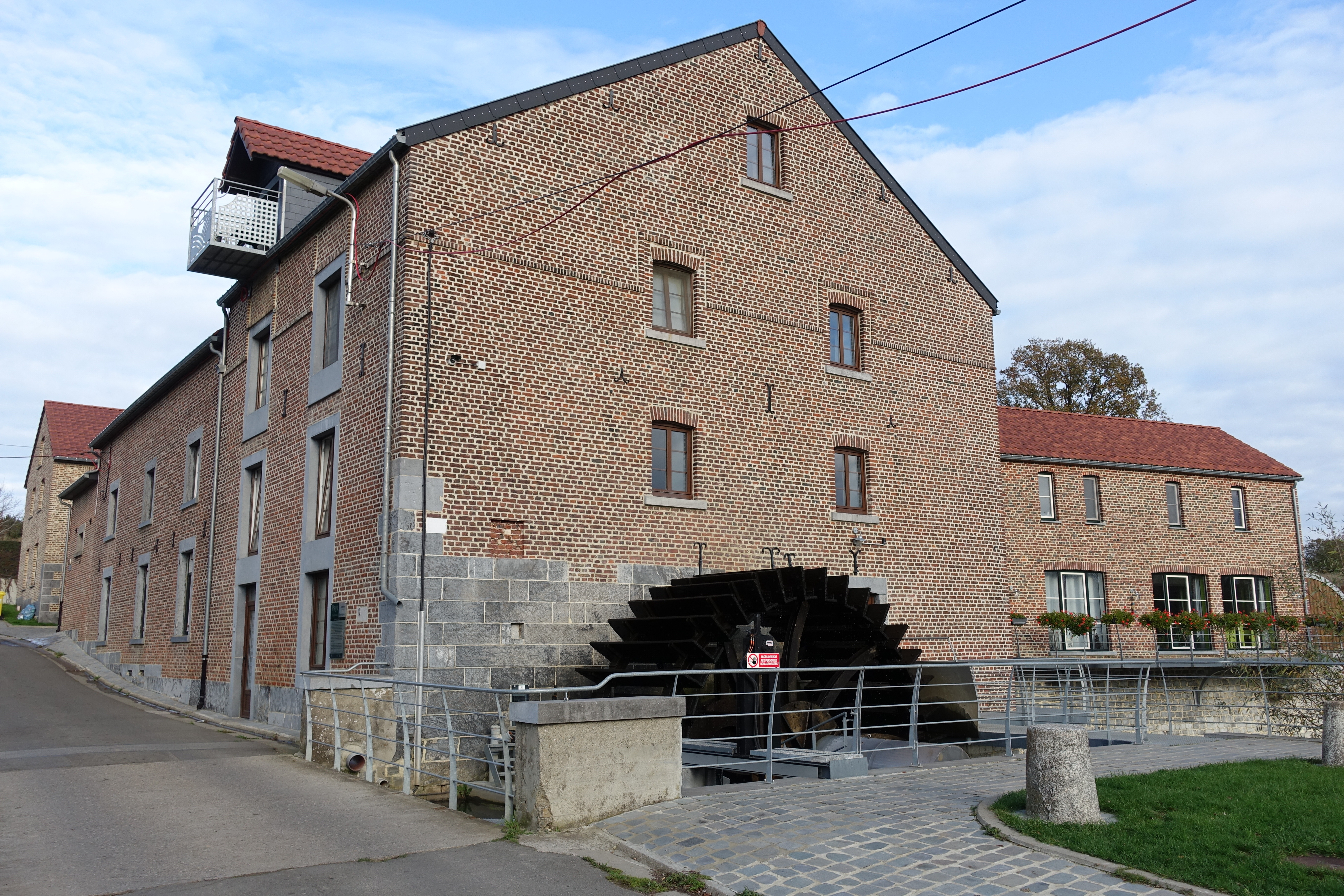
Moulin de Velupont.